# Itapororoca
Itapororoca è un comune del Brasile nello Stato del Paraíba, parte della mesoregione della Zona da Mata Paraibana e della microregione del Litoral Norte.